# أنجيلا كارترايت
أنجيلا كارترايت (بالإنجليزية: Angela Cartwright) هي ممثلة بريطانية، ولدت في 9 سبتمبر 1952 في المملكة المتحدة.

## أعمال

### أفلام
- (1965) صوت الموسيقى[4][5][6]

## وصلات خارجية
- أنجيلا كارترايت على موقع IMDb (الإنجليزية)
- أنجيلا كارترايت على موقع ألو سيني (الفرنسية)
- أنجيلا كارترايت على موقع ميوزك برينز (الإنجليزية)
- أنجيلا كارترايت على موقع أول موفي (الإنجليزية)
- أنجيلا كارترايت على موقع قاعدة بيانات الأفلام السويدية (السويدية)
- أنجيلا كارترايت على موقع إن إن دي بي (الإنجليزية)
- أنجيلا كارترايت على موقع ديسكوغز (الإنجليزية)
- أنجيلا كارترايت على موقع قاعدة بيانات الفيلم (الإنجليزية)
- أنجيلا كارترايت على موقع كينوبويسك (الروسية)